# Adriai kérdés
Az adriai kérdés vagy adriai probléma az első világháborút követően a korábban az  Osztrák–Magyar Monarchiához tartozó, az Adriai-tenger keleti partja mentén fekvő területek sorsát érintette. A vita gyökerei a háború alatt (1915. április 26-án) aláírt titkos londoni szerződésben, valamint a növekvő nacionalizmusban, különösen az olasz irredentizmusban és jugoszlávizmusban rejlenek, amelyek végül Jugoszlávia létrejöttéhez vezettek. A kérdés a párizsi békekonferencián a megállapodás egyik fő akadálya volt, de az Olasz Királyság és Jugoszlávia között 1920. november 12-én kötött rapallói szerződésben részben megoldódott.

## Háttér
Ausztria-Magyarország 1918. november 3-án, amikor elrendelte csapatainak a harcok beszüntetését, kilépett a háborúból. Az Olaszországgal aznap aláírt Giusti-villai fegyverszüneti megállapodás november 4-én lépett hatályba, november 13-án pedig Olaszország balkáni szövetségeseivel a belgrádi fegyverszünetet is aláírták. Olaszország azonnal megkezdte az 1915-ös egyezmény által neki átengedett területek megszállását, miközben a délszlávok önkormányzatokat alakítottak mind az olasz terjeszkedés, mind az osztrák-magyar fennhatóság megakadályozására. Október 5–6-án Zágrábban megalakult a Szlovének, Horvátok és Szerbek Nemzeti Tanácsa, ahol október 29-én kikiáltották a Szlovének, Horvátok és Szerbek Államát, és Horvátország-Szlavónia törvényes parlamentje a Szábor még aznap kikiáltotta függetlenségét Ausztria-Magyarországtól. Ennek az új államnak Szerbiával és Montenegróval való egyesülésével december 1-jén Belgrádban megalakult a Szerb–Horvát–Szlovén Királyság (1929-től Jugoszlávia).

Az Adriai-tenger térképe

## Érvek

### Népesség
Jugoszlávia fő érve az volt, hogy a szóban forgó területeken körülbelül hétmillió szláv él, vagyis majdnem a teljes lakosság.
| Térség              | Délszláv népesség                                     | Százalék | Olasz népesség                                       | Százalék |
| ------------------- | ----------------------------------------------------- | -------- | ---------------------------------------------------- | -------- |
| Dalmácia            | 610 669                                               | 96%      | 18 028                                               | 2,8%     |
| Fiume               | 15 687 26 602 Sušakkal együtt                         | –        | 24 212 25 781 Sušakkal együtt                        | –        |
| Gorizia és Gradisca | 154 564                                               | 61%      | 90 009                                               | 36%      |
| Isztria             | 223 318 Nyugati övezet: 58,373 Keleti övezet: 135 290 | 57%      | 147 417 Nyugati övezet: 129 903 Keleti övezet: 6,686 | 38%      |
| Trieszt             | 56 916                                                | 29,8%    | 118 959                                              | 62,3%    |

A dalmát szigetek közül csak Lošinjnak (Lussin) volt olasz többsége. Fiume hátországának és külvárosainak bevonásával a jugoszláv többség tovább növekedett. Az olaszok Gorizia és Gradisca iránti igényét általában elismerték, csakúgy, mint a Friuli környéki szláv településekre vonatkozó igényét.
Az Osztrák–Magyar Monarchia Elnyomott Nemzetiségei Rómában tartott kongresszusán (1918. április 8–10.) Olaszország hivatalosan támogatta a korfui nyilatkozatot (1917. július 20.), a Nagy-Britannia és Franciaország által támogatott délszláv dokumentumot, amely kifejezte annak szükségességét, hogy politikailag egyesítsék a délszlávokat.

### Földrajz
Az olaszok azzal érveltek, hogy Olaszország természetes földrajzi határa a Júliai-Alpok és a Dinári-hegység, és ezért az osztrák-magyar partvidék a földrajzi Itálián belül helyezkedik el. Az Adria keleti partvidékének földrajzi jelentőségét általánosan elfogadták. Douglas Wilson Johnson a párizsi békekonferencián az amerikai delegáció tagja és a határföldrajzi osztály vezetője, akkoriban ezt írta: „A keleti parton minden tengeri hatalomnak óriási előnyökkel kell rendelkeznie Olaszországgal szemben.” Johnson a továbbiakban megjegyezte, hogy Póla (Pola), Vlora (Valona) és egy közép-dalmát szigetcsoport felajánlása az olaszoknak hatékonyan rendezte a stratégiai problémát és egyensúlyba hozta a két adriai hatalmat.

## A szövetségesek általi megszállás

### Fiume közös megszállása

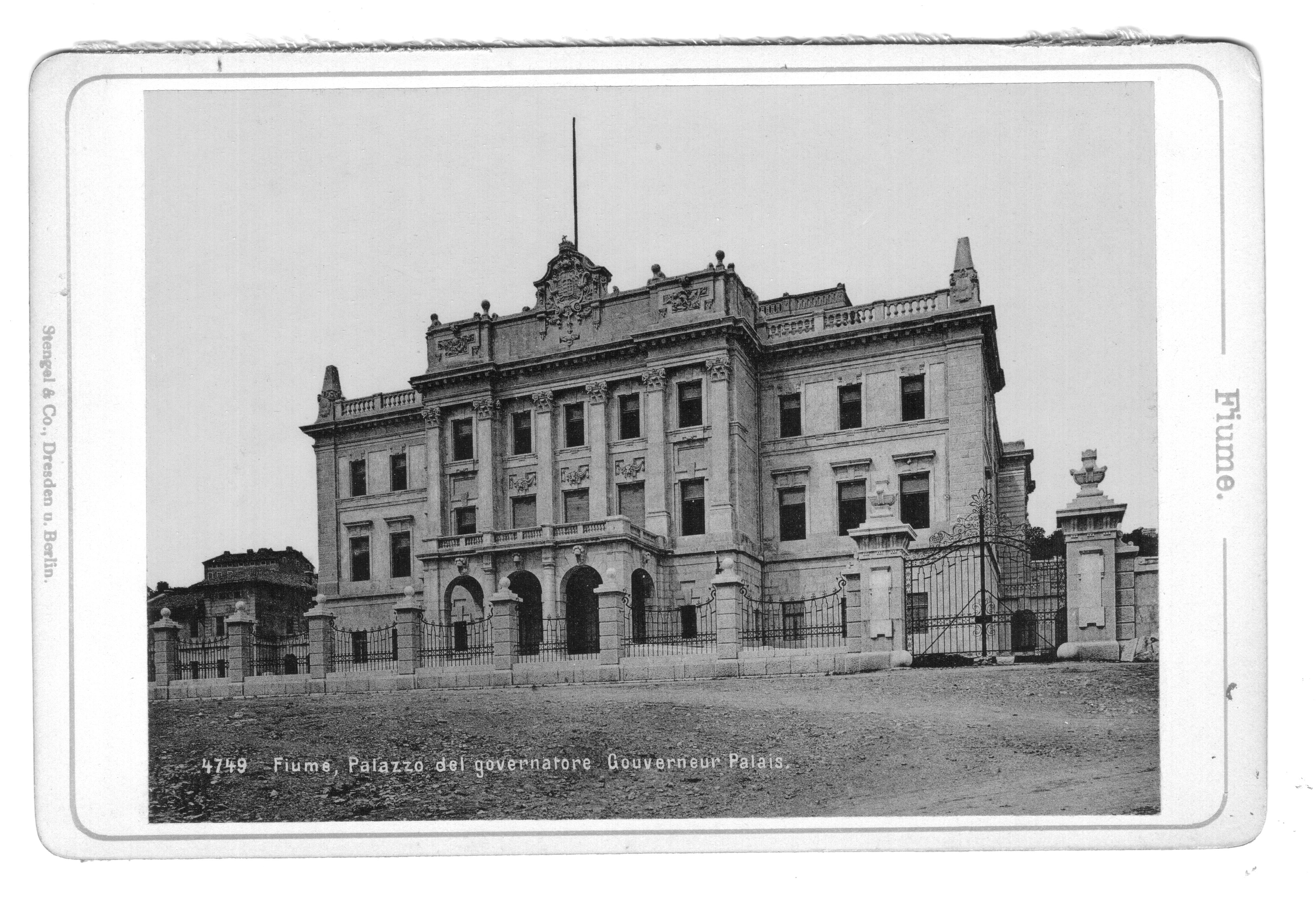
A Kormányzói Palota Fiumében a 19. század végén

1918. október 29-én az osztrák-magyar csapatok kiürítették Fiumét, az új horvát polgármester, Rikard Lenac pedig kijelentette, hogy a város csatlakozik a Szlovének, Horvátok és Szerbek Nemzeti Tanácsához. Október 30-án az olasz közösség Antonio Grossich vezetésével saját „nemzeti tanácsot” hozott létre, és kikiáltotta Fiume egyesülését Olaszországgal. Másnap a helyi kormányzó, akárcsak Trieszt kormányzója, átadta a hatalmat az olaszoknak. November 4-én Guglielmo Rainer admirális vezetésével az Emanuele Filiberto csatahajó fedélzetén egy olasz haditengerészeti különítmény érkezett Fiume kikötőjébe. Rainer feloszlatottnak nyilvánította a helyi kormányt, és november 14-én Armando Diaz vezérkari főnök tanácsára Vittorio Orlando olasz miniszterelnök utasította Rainert, hogy tegyen partra egy csapat tengerészgyalogost. Másnap (november 15.) Diaz kérte, hogy a szövetséges csapatok vegyenek részt Fiume elfoglalásában. Az olasz fronton lévő brit erők parancsnoka, Cavan grófja arra kapott parancsot, hogy küldjön egy századot, „hogy demonstrálja a megszállás szövetséges jellegét, és hogy tartsa fenn a rendet”. Ugyanezen a napon 2000 szerb katona érkezett Fiume külvárosába.

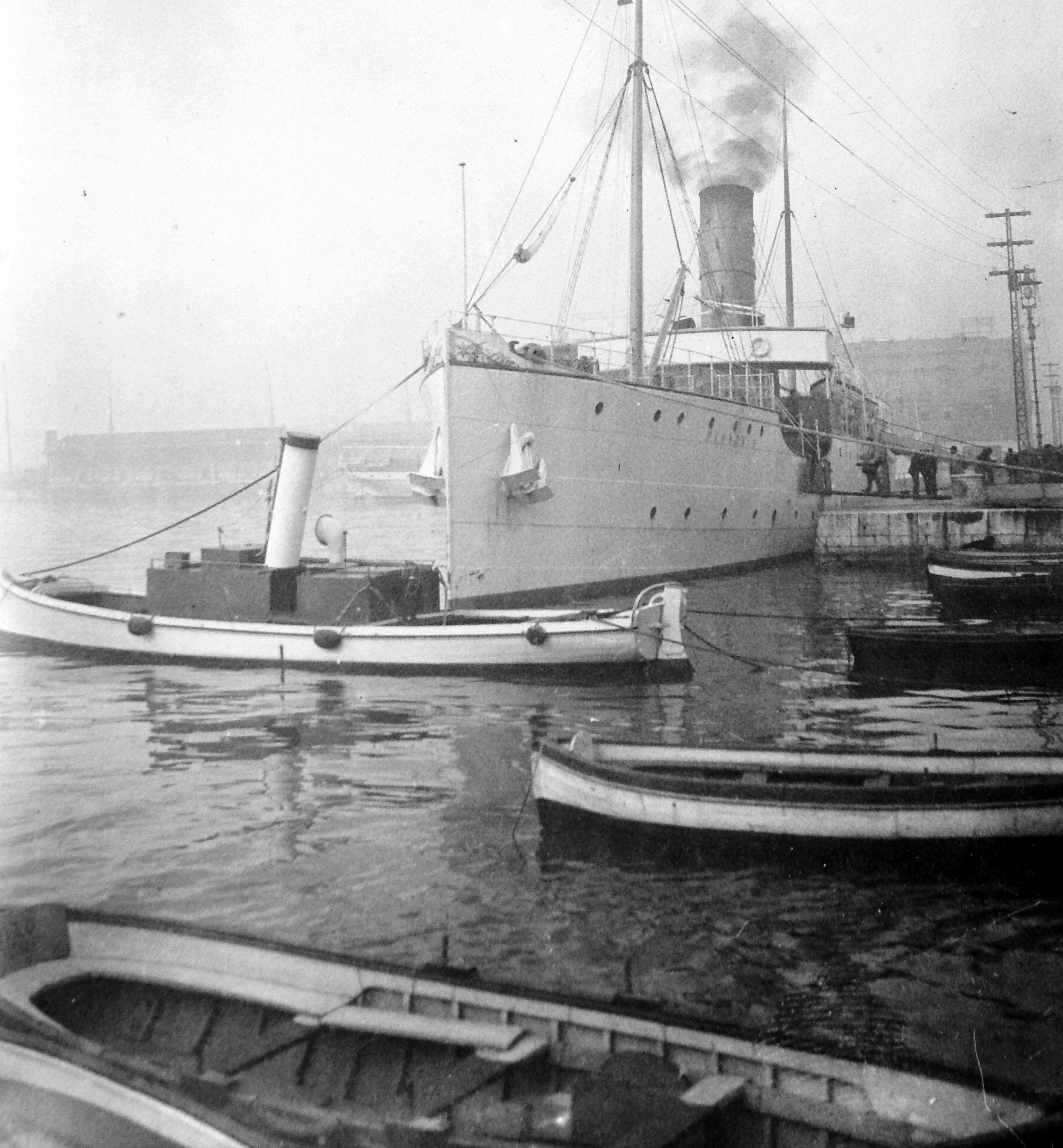
A fiumei Baross Gábor rakpart 1918-ban

Franciaország és az Egyesült Államok is haditengerészeti kontingenseket küldött Fiuméba, november 17-én pedig néhány amerikai, brit és francia haditengerészeti tiszt az elhagyott kormányzói palotában találkozott Lenac polgármesterrel és Ivan Lorkovićcsal, a szlovén–horvát–szerb állam küldöttével. Megállapodtak abban, hogy a szerb csapatoknak még aznap délután ki kell üríteniük a területet, és az olasz tengerészgyalogosoknak még három napig, amíg a párizsi békekonferencia legfelsőbb tanácsa el nem fogadja azt, nem szabad partra szállni. Bár Rainer ebbe beleegyezett, felettese ellentámadásba lendült azzal az indokkal, hogy utasítás nélkül cselekedett, és aznap délután nyolcvanfős olasz csapat hatolt be a városba. Lenac kormányát kizavarták a palotából, és eltávolították az összes nyilvánosan kitűzött szerb zászlót. November 18-án a Szlovének, Horvátok és Szerbek Nemzeti Tanácsa hivatalosan tiltakozott a szövetséges parancsnokok előtt. Az erőszak kitörését egy amerikai zászlóalj november 19-i megérkezése megakadályozta, de az olaszok végül 12 000 katonát vezényeltek a városba, és ezzel „az elsöprő erővel politikai okokból végbement olasz katonai megszállás” – írta Edward Kiddle admirális Howard Kelly admirális, a brit adriai haderő parancsnoka pedig november 22-én megjegyezhette, hogy „az olasz megszállásnak teljesen olyan látszata volt, mintha az olasz koronához csatolták volna„”.

### Tengerészeti bizottság felállítása
Amikor Olaszország először elkezdte elfoglalni a Tagliamentótól keletre, Olaszország és Ausztria-Magyarország egykori határát jelentő területet, az Egyesült Államok 332. gyalogezredének csapatait vetette be (amelyek az olasz fronton olasz parancsnokság alatt álltak), azzal a céllal, hogy az nemzetközi megszálló haderőnek tűnjön. Minthogy ez nyilvánvalóan az amerikai csapatokkal való visszaélés volt, arra késztette az Egyesült Államok hadügyminisztériumát, hogy elrendelje a kivonásukat, Woodrow Wilson elnök pedig azzal ellensúlyozta a parancsot, hogy Párizsban megakadályozta az Adria-kérdéssel kapcsolatos tárgyalások megszakadását. Ezt követően ennek eredményeként az Adriai-tenger nemzetközi ellenőrzése a haditengerészet feladata volt.

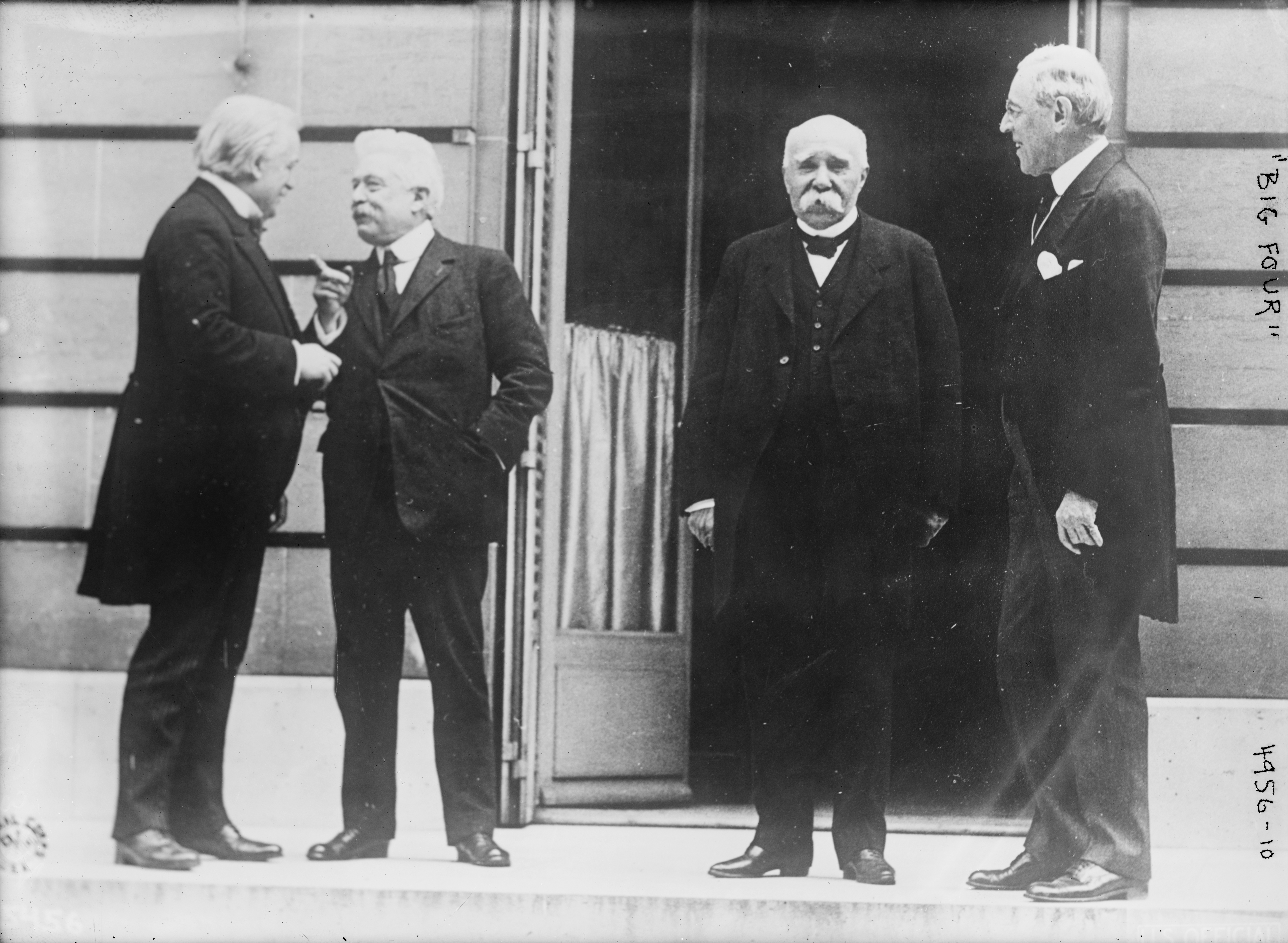
A „párizsi nagyok”: Balról jobbra: David Lloyd George brit miniszterelnök, Vittorio Emanuele Orlando olasz miniszterelnök, Georges Clemenceau francia miniszterelnök és Thomas Woodrow Wilson, az Amerikai Egyesült Államok elnöke

1918. november 16-án a szövetséges haditengerészet – amerikai, brit, francia és olasz – képviselői találkoztak Velencében, hogy létrehozzák az Adriai Tengerészeti Bizottságot. A bizottság november 26-tól több Rómában tartott ülésén döntött az osztrák-magyar flotta és az egykori monarchia partvonalának további sorsáról. A flottát a sorsáról szóló végső politikai döntésig az amerikaiak, a franciák és az olaszok között osztották fel, míg a partvonalat három ellenőrzési zónára osztották, egy olaszra északon (mely főleg a volt osztrák tengerpartnak felelt meg), egy középső amerikaira (főleg Dalmácia partjai) és délen egy franciára (főleg Albánia partvonala). Ezt a megállapodást végül Párizsban politikailag is ratifikálták. Josephus Daniels, az Egyesült Államok haditengerészeti minisztere azt írta haditengerészeti hadműveleti főnökének, William S. Bensonnak, egyben a Párizsi Békebizottság amerikai haditengerészeti tanácsadójának, hogy „a lehetséges adriai fejlemények miatt és a szlávokkal való [amerikai] együttérzés jeleként az egykori Osztrák-Magyar Monarchia területén megalakuló szláv kormány kívánatosnak tartja egy magasrangú tengerésztiszt azonnali kiküldését az Adriára.” Benson később írt William H. G. Bullard tengernagynak, aki az amerikai haditengerészeti erőket vezényelte övezetükben, hogy elő kell mozdítani „az elnök által lefektetett általános elvek”, azaz a wilsoni tizennégy pont érvényesülését, amely a nemzeti önrendelkezést hangsúlyozta, és ami a délszláv nemzetek aktív amerikai támogatását jelenti.

### A spliti incidens
A tengerészeti bizottság december elején kezdte meg munkáját Fiuméban, de januárban az olasz képviselő, Vittorio Mola admirális tiltakozásul lemondott. Az amerikai, brit és francia admirálisok követelésére Olaszország 1919. február 1-jén Ugo Rombo ellentengernagyot nevezte ki helyére. A február 8-i velencei találkozón Rombo azt mondta Albert Parker Niblack tengernagynak, hogy az amerikaiak nem értik az Adriai-tenger problémáját, ami az olaszok és a többiek közötti tárgyalások megszakadásához vezetett. A bizottság jelentését végül nem tették közzé.
Amikor a Bizottság Splitbe költözött, az admirálisok a jugoszlávokat bízták meg a rend fenntartásával, de február 24-én néhány jugoszláv (többnyire horvát) állampolgár megtámadott néhány olasz tisztet, akik találkoztak a helyi olaszokkal. Rombo követelte, hogy a szövetségesek járőrözzenek a városban, de Niblack és Benson megvétózta ezt.

### Az osztrák-magyar flotta felosztása

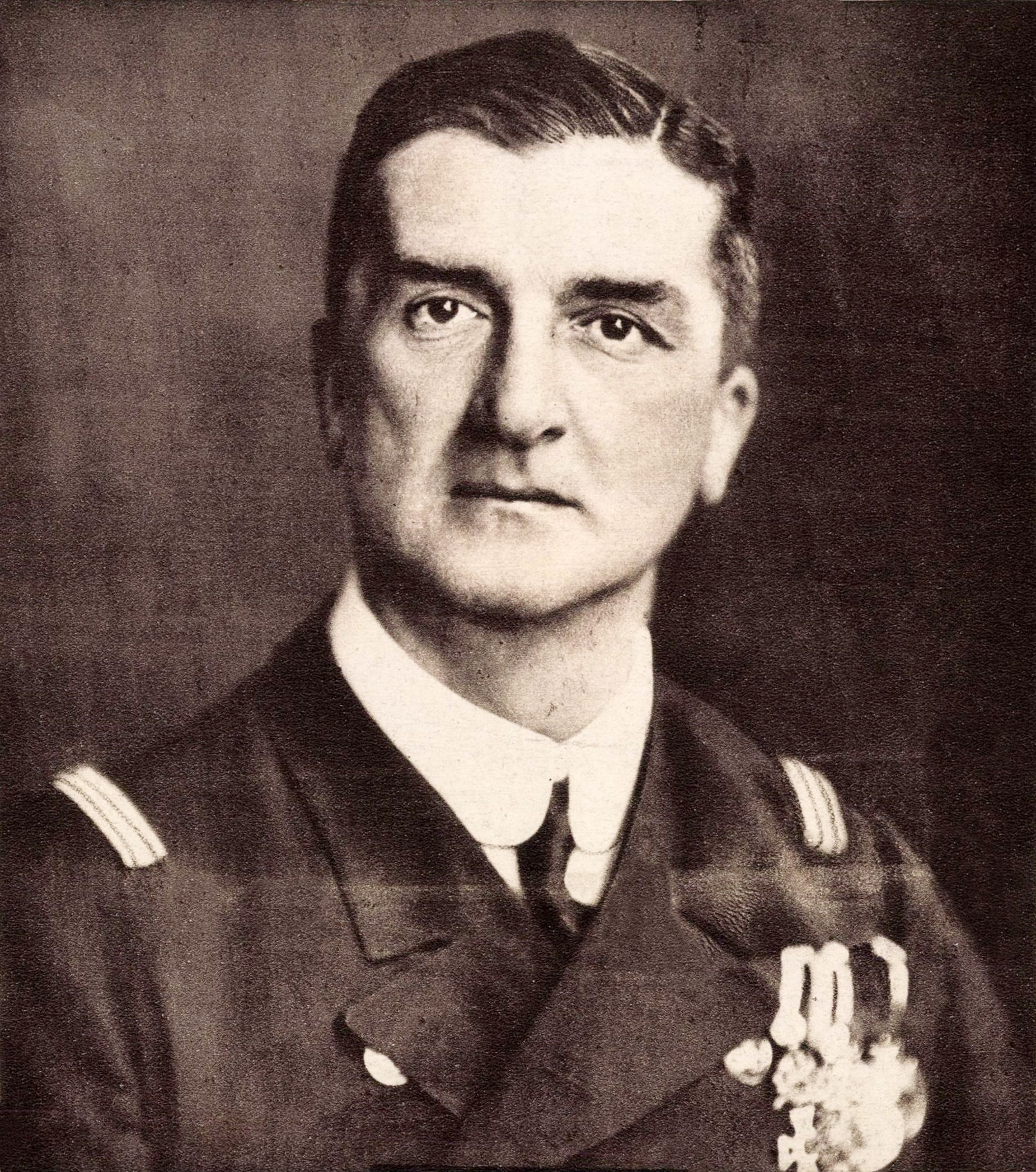
Horthy Miklós tengernagy, az Osztrák-Magyar Haditengerészet főparancsnoka 1918-ban

1918. október 8-án, válaszul a zágrábi Nemzeti Tanács megalakulására, a Reichsrat, Ausztria-Magyarország két parlamentjének egyike, a február 1–3-i kotori lázadás után még őrizetben lévő 379 tengerész közül 348-at szabadlábra helyezett. Október 22–24-én a tisztek az összes hajón anyanyelvükön tárgyaltak a tengerészekkel, hogy elmagyarázzák I. Károly császár Ciszlajtánia föderalizálásának tervét, de már késő volt helyreállítani a morált, illetve a koronához való hűséget. Október 26-án Kotorban az SMS Erzherzog Friedrichen, két nappal később pedig a pólai csatahajókon volt hallható a lázadásra való felszólítás. A tengerészek tanácsokat szerveztek, de nyíltan nem lázadtak vagy lázadoztak. 1918. október 31-én Horthy Miklós tengernagy az előző napon a császártól kapott parancs alapján átadta a Császári és Királyi Haditengerészetet minden hajójával és egyéb eszközeivel, készleteivel, raktáraival és létesítményeivel (kikötők, arzenálok stb.) a Szlovének, Horvátok és Szerbek Nemzeti Tanácsának. Minden nem délszláv nemzetiségű tengerészt elbocsátottak, és minden tiszt lehetőséget kapott arra, hogy továbbra is az új nemzet szolgálatában álljon. A császár parancsa olyan kitételt tartalmazott, hogy a jövőben Ausztria-Magyarország minden „nemzetének” joga legyen kártérítést követelni a flotta értékéből rájuk eső részért. A formális kotori átadásra november 1-jén került sor, ugyanazon a napon, amikor az olaszok Pólában elsüllyesztették az SMS Viribus Unitis csatahajót, függetlenül attól, hogy akkor még nem tudták, hogy jugoszláv hajó lesz-e, vagy sem. William Sims tengernagy, az Egyesült Államok haditengerészetének európai parancsnoka megparancsolta Bullard admirálisnak, hogy a USS Birmingham fedélzetén menjen Pólába, és fehér zászlók alatt kísérje Korfura a Jugoszlávia által birtokba vett egykori osztrák-magyar hajókat.

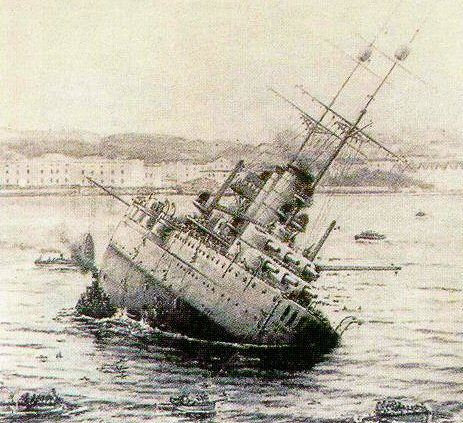
Az SMS Viribus Unitis elsüllyesztése

A nap végére, november 1-jére Paolo Emilio Thaon di Revel haditengerészeti vezérkar főnöke arról tájékoztatta a kormányt, hogy „a teljes osztrák flotta, vagy legalábbis annak nagy része levonta az osztrák zászlót és felhúzta a jugoszlávot annak jeléül, hogy a flotta vagy annak jó része már a jugoszláv nemzeti bizottság kezében van.” Ez nem befolyásolta a Giusti-villában folyó tárgyalásokat, és a fegyverszünetet, melyet az osztrák-magyar haditengerészet nevében Johannes von und zu Liechtenstein herceg, a Dunai Flottilla nevében pedig Georg Zwierkowski kapitány írt alá. A szerződés az olaszoknak részesedést ígért az osztrák-magyar flottából (bár ez néhány nappal korábban meg is szűnt).
Nem sokkal azelőtt, hogy a fegyverszünet 15:00-kor hatályba lépett volna november 4-én az olasz haditengerészet elfoglalta Vist (Lissa). Ezt „az 1866-os [azaz a porosz–osztrák–olasz háború] régi démonainak kiűzésére és az olasz haditengerészet becsületének visszaállítására tették, miközben a háború, legalábbis technikailag még zajlott.” Még a nap vége előtt elfoglalták Fiumét, Triesztet és Pólát, majd november 5-én Šibenik (Sebenico) következett. A jugoszlávok minden olyan hajót, amelyet nem tudtak irányítani, átadtak az olaszoknak, és november 7-én az SMS Radetzky kihajózott Pólából a még el nem foglalt Bakar (Buccari) kikötőjébe. November 9-én az összes többi pólai hajóra felvonták az olasz zászlót. Aznap a brit, francia és olasz haditengerészet cirkálói behajóztak a Kotori-öbölbe (Bocche di Cattaro) az utolsó, még el nem foglalt osztrák-magyar kikötőbe. Az ottani tengerészek – nehogy az olaszok trófeaként vigyék el – feldarabolták osztrák-magyar zászlóikat, és emléktárgyként szétosztották egymás között. Ugyanezen a napon, egy szövetségesek közötti konferencián Korfun Ugo Conz olasz diplomata így válaszolt brit kollégáinak: „Nem lehet ott flotta, ahol nincs állam. Nem lehet jugoszláv flotta, amíg egy ilyen állam nem létezik, vagy még meg nem alapították, illetve mindaddig, amíg a békét nem kötik meg véglegesen.”

### Az amerikai megszállási övezet
Dalmáciában, az amerikai megszállási övezetben a polgárok ideiglenes nemzetgyűlést és kormányzót választottak, és mindketten támogatták a szlovének, horvátok és szerbek születőben lévő államát. A rendet a helyi, sokszor megbízhatatlan milícia és a környék ellenőrzését kis létszámban megkezdő szerb csapatok tartották fenn. Ezt az elrendezést az amerikaiak támogatták, de 1919 elején a bonyolult helyi viszonyok arra kényszerítették az Adriai Tengerészeti Bizottságot, hogy az amerikai admirális parancsnoksága alatt éjjel-nappal négy szövetséges fegyverest járőröztessen az egész területen. Néhány hónap elteltével Bullard admirális a szövetséges járőröket felváltotta egy teljes egészében amerikaiakból álló járőrrel, hogy naponta néhány órára segítsenek a helyi rendőrségnek a rend fenntartásában.

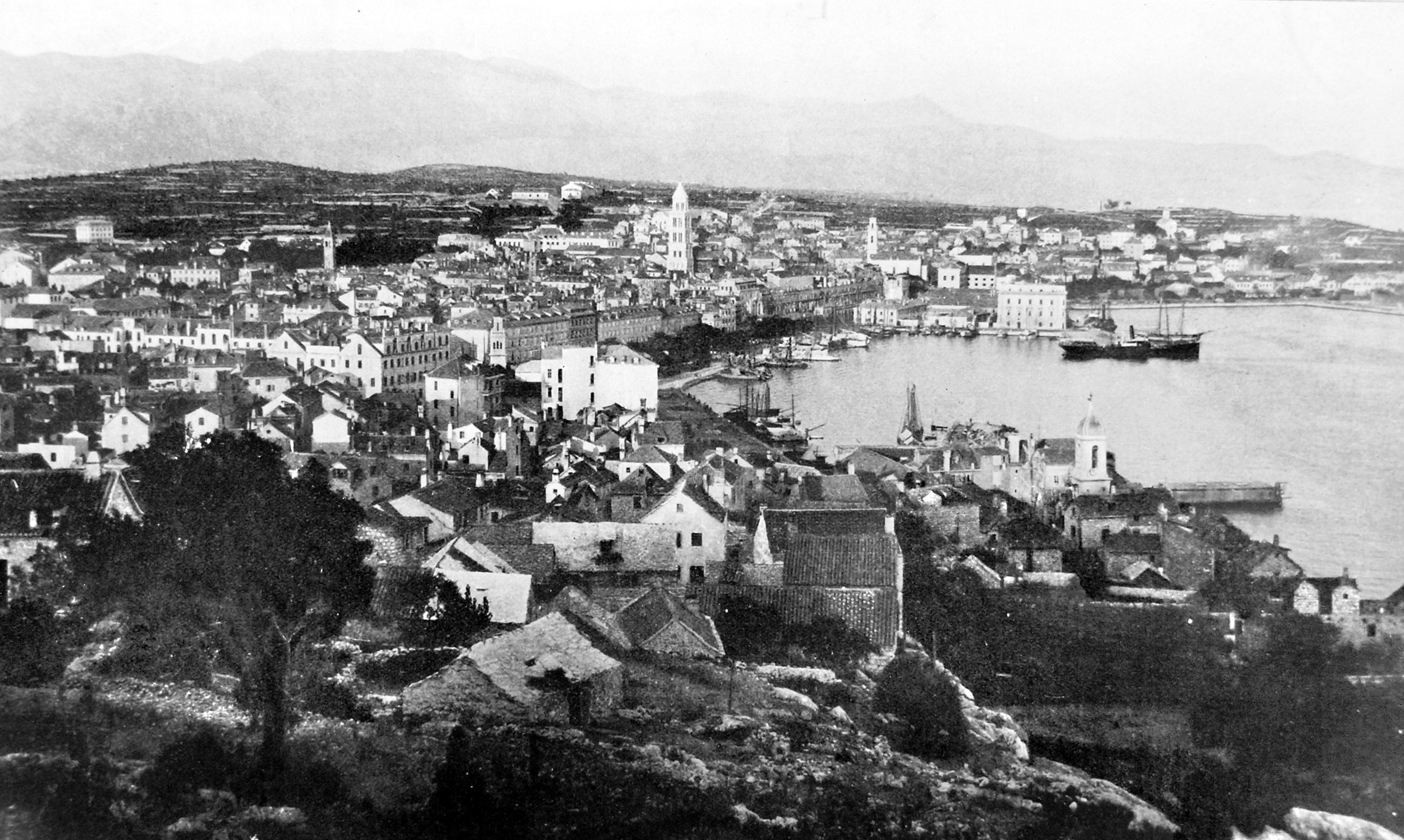
Split városa a 20. század elején

Az olasz csapatok többször is átlépték az amerikai megszállási övezet határát, de vagy figyelmeztetéssel, vagy egy esetben amerikai hadihajók érkezésével és az amerikai csapatok partraszállásával minden esetben visszafordították őket. Az amerikaiak több városban kihirdették, hogy megvédik a dalmátok életét és vagyonát minden olasz igazságtalanságtól. Ez utóbbi propaganda volt a békefenntartás leghatékonyabb eszköze, mivel az amerikai admirálisnak a belső helyőrségben szerb csapatokra kellett támaszkodnia. Saját helyőrsége elenyésző volt, és csak vészhelyzetben érkeztek erősítések. Az egyik délszláv polgármester az olasz övezetből köszönőlevelet küldött az amerikai admirálisnak, amiért megvédte népét az olaszoktól.
Az első próbálkozás az amerikai haditengerészet Adriáról való hazatelepítésére 1919 decemberében történt. 1920 februárjában az olaszok négy osztrák-magyar hajót kértek, amelyeket a Versailles-i Szövetséges Katonai Bizottság Olaszországnak juttatott, és amelyeket az amerikai csapatok Splitnél őriztek. Az olasz igény, hogy ezeket a hajókat birtokba vegye, arra a döntésre vezetett, hogy az amerikai hajókat hosszabb ideig az Adrián tartották. Az amerikai megszállás csak azután ért véget, hogy az olasz erők kiürítették övezetüket, és az Ellenséges Hadihajókat Megsemmisítő Nemzetközi Bizottság az összes parancsnoksága alá tartozó, korábban osztrák-magyar hajót az olasz haditengerészet parancsnoksága alá rendelte. Az utolsó amerikai csapatok, miután aláírták a rapallói szerződést, 1921. szeptember 29-én hagyták el a területet a USS Reuben James fedélzetén.

## Tárgyalások

### A Wilson-vonal

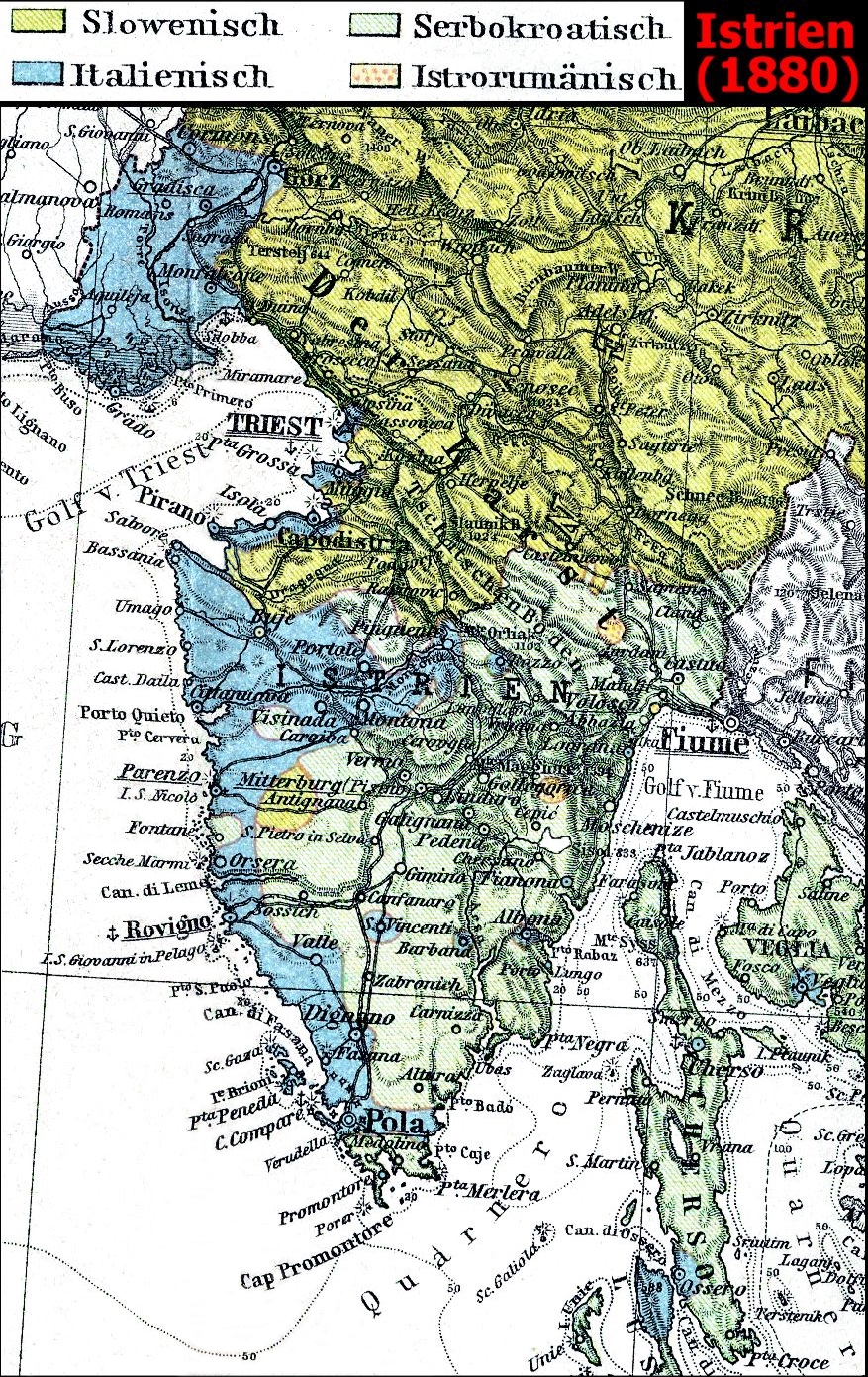
Etnikai határok az Isztrián az 1880-as népszámlálás alapján

A párizsi békekonferencián Adria-kérdésről szóló tárgyalások a kor meghatározó olasz személyiségeinek nevei alapján három időszakra oszthatók: 1919. január–június, Sonnino-időszak; 1919. június–szeptember, a Tittoni-időszak; és 1919. szeptember 12. – december 9. d'Annunzio-időszak.
1919 januárja és júniusa között a tárgyalásokat Sidney Sonnino báró, olasz külügyminiszter neve fémjelezte, aki megosztotta és meggyőzte szövetségeseit, kényszerítve Nagy-Britanniát és Franciaországot, hogy beleegyezzenek a londoni szerződésbe, és erős pozícióból igyekezzenek közvetlenül tárgyalni Amerikával. Ugyanakkor nacionalista propagandát sulykolt az olasz népbe. Amikor június 23-án Orlando kormányát Francesco Saverio Nitti váltotta fel, Sonninót Tommaso Tittoni váltotta fel. Az általa szított nacionalista hevület azonban nyílt erőszakba tört ki Fiuméban, ahol 1919. július 6-án az olasz lakosság egy része lemészárolt néhány megszálló francia katonát.
Április 15-én Wilson elnök memorandumot adott ki, amelyben egy vonalat javasolt, az úgynevezett „Wilson-vonalat”, amely megosztja az Isztriai-félszigetet Olaszország és Jugoszlávia között. Eszerint Trieszt és Póla az őket összekötő vasúttal az olasz oldalon; míg Fiume és Ljubljana (Laibach), az őket összekötő vasúttal, a jugoszláv oldalon lettek volna. Az Učka-hegységnek (Monte Maggiore) olasznak kellett volna lennie, de a Wilson-vonal, mint a londoni szerződés szerinti vonal, Fiumétól nyugatabbra haladt. Olaszországot nem illette meg az e szerződésben neki biztosított Észak-Dalmácia, viszont megkapta volna Vis (Lissa) és Lošinj (Lussin) szigeteit. Az Ausztria-Magyarországtól örökölt jugoszláv flottát csökkenteni kellett, a határterületet pedig általában demilitarizálni kellett. Az olaszok azt állították, hogy a Wilson-vonal nem biztosít kellő védelmet a Trieszt–Póla vasút számára.
Tittoni a londoni szerződés feladásával és a francia–olasz szövetség megerősítésével megváltoztatta a tárgyalások menetét, de nem fogadta el a Wilson elnök által javasolt vonalat. André Tardieu francia diplomata közvetítőként működött Tittoni és az amerikaiak között, és először egy pufferállam létrehozását javasolta, mely Fiuméből, és a leendő Fiumei Szabadállam körüli földsávból állt volna. A fő amerikai kifogás akkoriban az volt, hogy a pufferállam megtagadta volna lakóitól az önrendelkezési jogot.

### Memorandum és kompromisszum

D'Annunzio seregének fogadtatása Fiuméban

Miután a párizsi békekonferencián megerősítették az 1915-ös londoni egyezmény szerinti területfelosztást, Fiume térsége az olasz határokon kívül maradt, és beolvadt volna a Szerb–Horvát–Szlovén Királyságba.
A nacionalista Gabriele d'Annunziót feldühítette az olasz lakosságú város feladása és szembeszállva a nemzetközi bizottsággal, valamint Olaszország és Jugoszlávia kormányaival 1919. szeptember 12-én egy körülbelül 2600 fős haderőt vezetett a város birtokba vételére, amely főként az Olasz Királyi Hadsereg Granatieri di Sardegna dandárjának tagjaiból, valamint olasz nacionalistákból és irredentákból állt. Csapatának sok tagja állítólag az isonzói csaták veteránja volt. Sikeresen átvették a város irányítását, és kikényszerítették a szövetséges (amerikai, brit és francia) megszálló csapatok visszavonulását. A Fiuméba tartó menet „Impresa di Fiume” néven vált ismertté. Ezután Tittoni petíciót nyújtott be a Georges Clemenceau francia miniszterelnök által képviselt nemzetközi közösséghez, valamint a jugoszláv kormányhoz, hogy engedjék meg Olaszországnak, hogy megfékezze d'Annunziót. Októberben azt javasolta, hogy magát Fiumét és a hozzá vezető tengerparti sávot, valamint Lošinj és Vis mellett Cres (Cherso) és Lastovo (Lagosta) szigetét, továbbá Zára városát adják át Olaszországnak és Fiume legyen egy olasz védelem alatt álló szabad város.

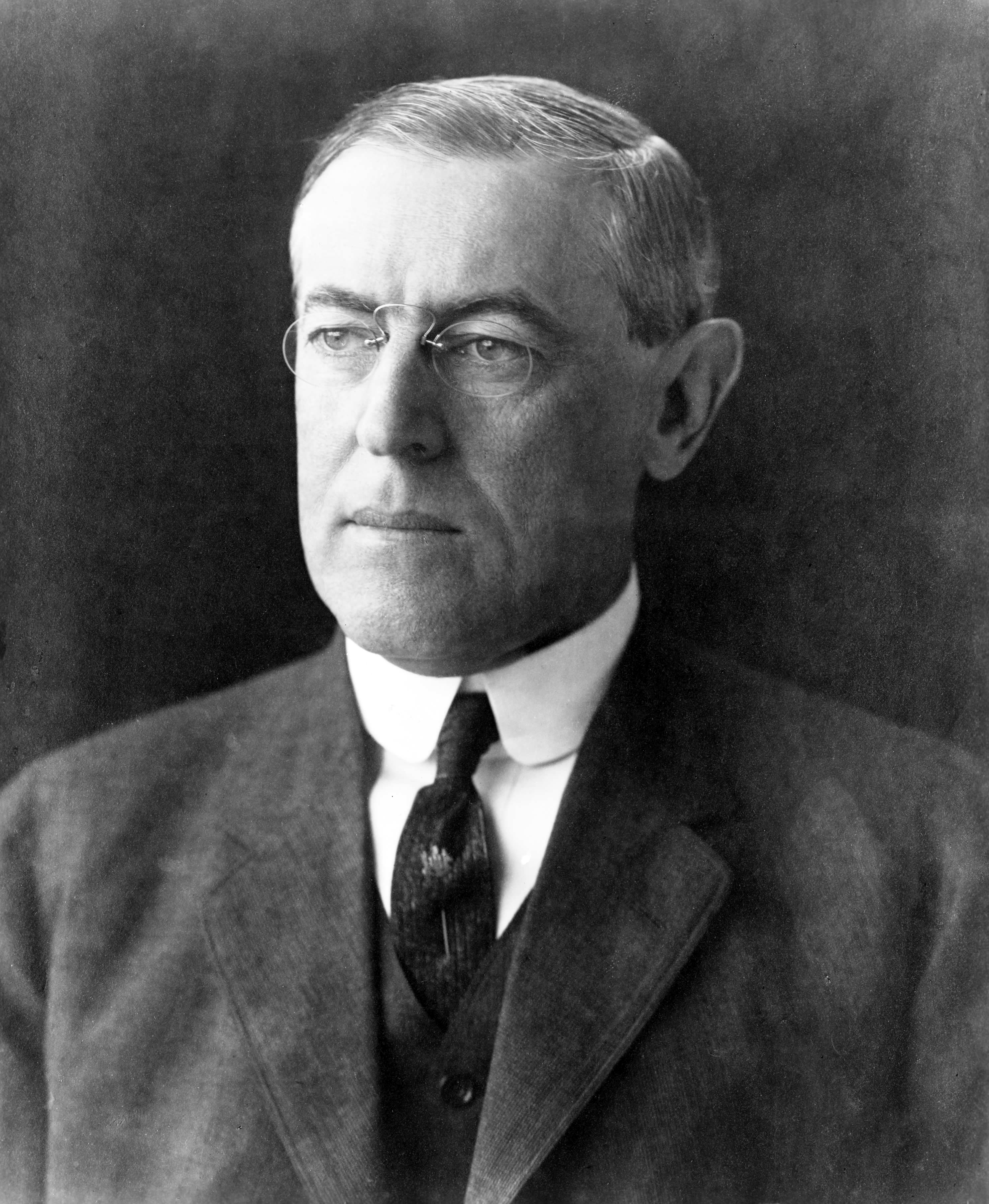
Thomas Woodrow Wilson az Egyesült Államok elnöke

Az elnök távozása után Frank Polk vezette a párizsi béketárgyalások amerikai bizottságát. Ő volt a mozgatórugója a december 9-i memorandumnak, amelyet amerikai, brit és francia küldöttek írtak alá. A memorandum elvitatta az olaszoktól Fiumét és a legtöbb jugoszláv szigetet, sőt Albániával kapcsolatos mandátumukat is korlátozta. Ezt a memorandumot azonban gyorsan figyelmen kívül hagyták a britek és a franciák, akiknek miniszterelnökei 1920. január 14-én amerikai részvétel nélkül aláírtak egy kompromisszumot olasz kollégájukkal. Ebben megállapodtak abban, hogy Fiumét és egy tengerparti sávot átengedik Olaszországnak, akik cserébe Albánia északi részéből kivonják csapataikat, és Jugoszláviának adják azt. Ez utóbbi elfogadása érdekében az új kompromisszum aláírói azzal fenyegetőztek, hogy a londoni szerződés többi pontját ki fogják kényszeríteni a felektől.
Ez az utóbbi kompromisszum kiváltotta Wilson elnök haragját, aki február 10-én kiadott nyilatkozatában úgy ítélte meg, hogy ez „azon alapelvek megtagadása, amelyekért Amerika belépett a háborúba”. Azzal fenyegetőzött, hogy az Egyesült Államokat kivonja a versailles-i szerződésből és a júniusi francia–amerikai megállapodásból. Február 26-án Clemenceau és David Lloyd George brit miniszterelnök feljegyzést tett közzé, amelyben felajánlotta a januári kompromisszum elutasítását, és azt javasolta, hogy a decemberi memorandumot is hasonlóképpen mellőzzék. Kifejezték azon óhajukat, hogy Jugoszlávia és Olaszország közvetlenül tárgyaljon, de Wilson óhajával ellentétben kitartanak azon szándékuk mellett, hogy ha minden más kudarcot vallana, érvényt szerezzenek a londoni szerződésnek,. Akkoriban egyesek azt sugalmazták, hogy Lloyd George személyesen hiúsította meg Wilson erőfeszítéseit a Nittivel kötött különszerződéssel, amely szerint az utóbbi Nagy-Britanniát támogatná Franciaországgal szemben a keleti (azaz orosz és török) kérdésben.

## Járulékos kérdések

Albánia határainak kialakulása az albán (világos narancs), a francia-orosz (sötét barna) javaslat és a végső változat (narancs) alapján

### Az albán kérdés
A The New York Timesban 1920. március 4-én közzétett elnöki feljegyzésében Woodrow Wilson megerősítette, hogy „nem hagyhat jóvá semmilyen olyan tervet, amely Jugoszláviának az észak-albániai körzetből történő területi kompenzációját rendeli el cserébe azért, amitől másutt megfosztották". Itt Shkodër (Scutari) városának átengedésére gondolt Jugoszláviának, cserébe az olaszok Fiuméra vonatkozó jogának elismeréséért.  1919. december 9-én kelt belső memorandumban Amerika, Nagy-Britannia és Franciaország küldöttei elismerték az Albán Fejedelemség 1913-ban megállapított határait. A jugoszláv delegáció 1920. január 14-én kelt feljegyzésében a független az idegen befolyástól mentes Albánia mellett foglalt állást, de ha ez nem volna lehetséges, a küldöttek a Jugoszláviának északon történő területi engedményeket részesítették előnyben. A szövetségesek már megelégedtek azzal, hogy elismerték az olasz mandátumot Közép-Albániára és Jugoszláv tranzitjogokat Észak-Albánián keresztül azzal, hogy a területén vasutakat építhetnek és üzemeltethetnek. Az albán képviselők a lushnjei kongresszuson (január 27–31.) minden olasz mandátum ellen szavaztak, annak ellenére, hogy megoldásként az olaszok vlorë-i (Valona) terveit ellensúlyozták.

### A montenegrói kérdés
Montenegró hadseregének 1916-os összeomlása után a kormány és az udvar franciaországi száműzetésbe vonult. A szövetséges kormányok jövedelmet biztosítottak I. Miklós montenegrói királynak, de 1916 végére a britek és a franciák meggyőződtek arról, hogy ő volt a felelős hadserege megadásáért, és a háború után már nem voltak hajlandók támogatni a független Montenegrót. Ennek ellenére a háború végéig a király és kormánya továbbra is pénzügyi támogatásban és diplomáciai elismerésben részesült a szövetségesek részéről. A Montenegró iránt leginkább érdeklődő szövetséges Olaszország volt, amely kereskedelmi kapcsolatban állt vele, és amely számára az ország Albániával együtt befolyási övezetének részét képezte. Az olasz politika Miklós uralmának visszaállítását részesítette előnyben, és közvetlenül a fegyverszünet kihirdetése után, hogy a montenegrói (királyi) kormány visszatéréséig rendet tartsanak felvonultatták a hadsereget és haditengerészetet a montenegrói partokon. A franciák azonban nem támogatták Miklós visszatérését, és a montenegrói jugoszlávistákat részesítették előnyben. Az olaszok megengedték Miklós néhány támogatójának, hogy visszatérjenek Montenegróba, és hallgatólagosan támogatták az 1918. decemberi, a jugoszlávisták elleni karácsonyi királypárti felkelést.

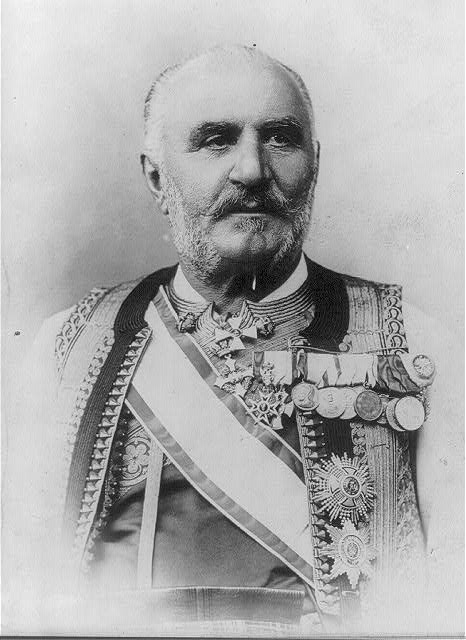
I. Miklós montenegrói király

Sonnino külügyminiszter Párizsban megvédte Montenegró függetlenségét és a tárgyalóasztalnál való jelenléte mellett érvelt, egyúttal támadta a podgoricai nemzetgyűlés tagjainak megválasztásakor tapasztalt szabálytalanságokat. Ilona olasz királyné, a montenegrói király lánya, még Woodrow Wilsonnál is közbenjárt apja nevében. Bár a király kész volt elfogadni egy autonóm Montenegrót a szövetségi Jugoszláviában, a szövetségesek úgy vélték, hogy az államnak adott autonómia csak alapot adna az olasz beavatkozás folytatására. 1919. július 7-én Tittoni az olasz küldöttség vezetője azzal a javaslattal kereste fel Johnson őrnagyot, az amerikai földrajzi szakértőt Párizsban, hogy a montenegrói Kotori-öböl (Boka Kotorska) és a Lovćen-hegy feletti szuverenitásért cserébe Olaszország feladja minden igényét Észak-Dalmáciára és bizonyos szigetekre. Kifejtette továbbá, hogy Montenegró függetlenségének megőrzését támogatja (amelyet Johnson és a brit delegált, Sir Eyre Crowe regionális veszélynek tartott), és felkérte Johnsont, hogy juttassa el javaslatait Ante Trumbić jugoszláv külügyminiszterhez. Miután másnap (július 8.) megkapta Lansing miniszter jóváhagyását, Johnson értesítette a meglepett Trumbićot. Ugyanezen az estén a jugoszláv delegáció egyhangúlag elutasította Olaszország „nagylelkű” javaslatát. E visszautasítás után az olaszok a londoni Szövetséges Hajózási Bizottság küldöttei révén közvetlenül kezdtek tárgyalni a jugoszlávokkal, bár a montenegrói kérdést többnyire elkerülték. Annak ellenére, hogy Nitti miniszterelnök szavaival élve „a független Montenegró megőrzése külpolitikájának fő posztulátumai közé tartozik”, az olaszok úgy érezték, hogy hosszú távon elkerülhetetlen a jugoszláv–montenegrói egyesülés, és egyedül sürgetni Montenegró függetlenségét illetlen lenne Párizsban.

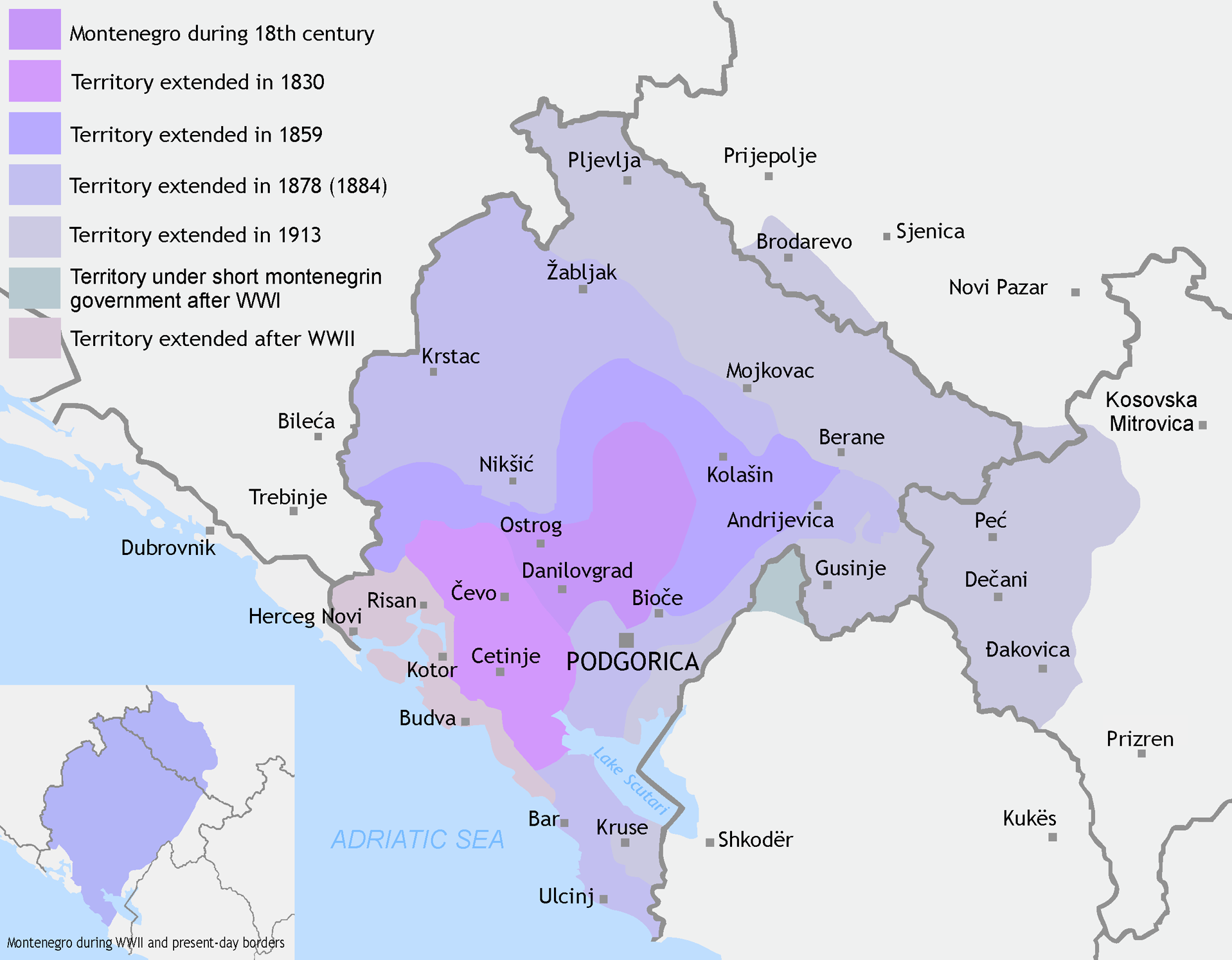
Montenegró határainak változása 1830 és 1944 között

1919 közepére a Kotori-öblöt, valamint Bar (Antivari), Budva (Budua) és Ulcinj (Dulcigno) városokat Nagy-Britannia, Franciaország, Olaszország és Jugoszlávia hadserege és haditengerészete szállta meg. Az utolsó kettő között gyakoriak voltak az összecsapások. Az olaszok felfegyverezték és szállították a királypárti lázadókat, és propagandát terjesztettek a montenegrói szerb akciókról. 1919. július 20-án a jugoszláv hadsereg megtámadott néhány montenegrói királypártit, akik olasz védelmet kértek Kotorban, mely során többen meghaltak. Az olasz kormány erre mérsékletre utasította balkáni parancsnokát, Settimio Piacentini tábornokot. Egy július 29-i titkos levélben Tittoni azt állította, hogy a jugoszlávok hajlandóak elismerni egy olasz protektorátust Albániában, ha Olaszország lemond Montenegróra támasztott bármely igényéről.
A Lordok Házában 1920. március 11-én folytatott vitában Lord Curzon külügyminiszter megerősítette, hogy a szövetségesek nem ismerik el a podgoricai nemzetgyűlés legitimitását, illetve Miklós király trónfosztását, és kinyilvánították az uniót Szerbiával. Február 12-én az alsóház vezetője, Bonar Law kijelentette, hogy „a valódi kérdés az... hogy amit tesznek, vagy mit fognak tenni, az összhangban van-e a montenegrói emberek többségének kívánságával.” 1919 áprilisában de Salis grófot, egykori montenegrói nagykövetet (1911–16) Cetinjébe, küldték hogy beszámoljon a Szerbiával kötött unió helyzetéről. A podgoricai nemzetgyűlés támogatói azzal érveltek, hogy Montenegró szövetségesekhez való ragaszkodása legfeljebb névleges volt, és hogy a királyi család tagjai az 1915–16-os téli vereség után lepaktáltak az ellenséggel. A montenegrói függetlenség hívei azzal érveltek, hogy a nemzetgyűlés csalás volt, amelyet szerb hódítók követtek el, akik francia összefogással igyekeztek Montenegrót annak veresége óta megszüntetni.

## Következmények
1919. szeptember 12-én D'Annunzio elfoglalta Fiume városát és kikiáltotta a Carnarói Olasz Kormányzóságot, de a rapallói szerződés 1920. november 12-i jóváhagyásával a terület független állammá, a Fiumei Szabadállammá változott. A rapallói szerződés más részei az Olasz Királyság és a Szerb–Horvát–Szlovén Királyság (1929-től Jugoszláv Királyság) közötti vitát voltak hivatottak megoldani. Ez magában foglalta Carniola egyes részeit, több adriai szigetet és Zára városát is.

## Fordítás
- Ez a szócikk részben vagy egészben  az   Adriatic question című angol Wikipédia-szócikk ezen változatának fordításán alapul.  Az eredeti cikk szerkesztőit annak laptörténete sorolja fel. Ez a jelzés csupán a megfogalmazás eredetét és a szerzői jogokat jelzi, nem szolgál a cikkben szereplő információk forrásmegjelöléseként.